# Kąt drogi po wodzie
kąt drogi po wodzie - kąt zawarty pomiędzy linią południka geograficznego a linią kierunku ruchu statku po wodzie, wynikłego skutkiem oddziaływania wiatru (dryf). Inaczej: kierunek ruchu statku mierzony względem wody Wypadkowy kierunek ruchu statku względem wody, różniący się od obranego kursu rzeczywistego wskutek oddziaływania na statek powodowanego przez wiatr dryfu.
- KK+cp=KR
- KR+pw=KDW
- KDW+pz=KDD

gdzie:
- KK - kurs kompasowy
- cp - całkowita poprawka, deklinacja magnetyczna, dewiacja kompasu
- KR - kurs rzeczywisty
- pw - poprawka na wiatr, zob. dryf
- KDW- kąt drogi po wodzie
- pp - poprawka na prąd, zob. znos
- KDD- kąt drogi nad dnem